# Eleições estaduais em Roraima em 2010
As eleições estaduais de Roraima em 2010 aconteceram em 3 de outubro, como parte das eleições gerais no Brasil daquele ano. Nesta ocasião, foram realizadas eleições em todos os 26 estados brasileiros e no Distrito Federal. Os cidadãos aptos a votar elegeram o Presidente da República, o Governador e dois Senadores por estado, além de deputados estaduais e federais. Como nenhum dos candidatos a presidente e governador de Rondônia recebeu mais da metade do votos válidos, um segundo turno foi realizado no dia 31 de outubro, na eleição presidencial o segundo turno foi entre Dilma Roussef (PT) e José Serra (PSDB), com vitória de Dilma; já no governo de Roraima foi entre Neudo Campos e Anchieta, com vitória de Anchieta. Segundo a Constituição Federal, o Presidente e os Governadores são eleitos diretamente para um mandato de quatro anos, com um limite de dois mandatos, sendo assim o presidente Luiz Inácio Lula da Silva ficou impedido de se candidatar, já que foi eleito em 2002 e reeleito em 2006. Já Anchieta, que assumiu o governo roraimense em 2007, em decorrência do falecimento de Ottomar Pinto, eleito em 2006, tentou uma reeleição e venceu-a.

## Candidatos para o governo e resultados
Em Roraima, foram quatro os candidatos à governador. O governador Anchieta candidatou-se para uma reeleição e venceu-a no segundo turno com aproximadamente 1% de diferença.
| Candidato à governador(a)    | Candidato à vice-governador(a) | Número | Coligação                                                  | Votos   | Porcentagem |
| ---------------------------- | ------------------------------ | ------ | ---------------------------------------------------------- | ------- | ----------- |
| Neudo Campos PP              | Marília Pinto PSB              | 11     | Pra Roraima Voltar a ser Feliz PP, PSB, PT, PTB, PSC e PTC | 104.804 | 47,62%      |
| José de Anchieta Júnior PSDB | Chico Rodrigues DEM            | 45     | União por Roraima PSDB, DEM, PMDB, PR, PPS e PTN           | 99.124  | 45,03%      |
| Petrônio Araújo PHS          | Riobranco Brasil PHS           | 31     | Caminhando com Roraima PHS, PTdoB                          | 14.063  | 6,39%       |
| Robert Dagon PSOL            | Jeane de Lima PSOL             | 50     | Sem Coligação                                              | 2.166   | 0,96%       |

### Segundo turno
| Candidato à governador(a) (em ordem alfabética) | Candidato à vice-governador(a) | Número | Coligação                                                  | Votos   | Porcentagem |
| ----------------------------------------------- | ------------------------------ | ------ | ---------------------------------------------------------- | ------- | ----------- |
| José de Anchieta Júnior PSDB                    | Chico Rodrigues DEM            | 45     | União por Roraima PSDB, DEM, PMDB, PR, PPS e PTN           | 107.466 | 50,41%      |
| Neudo Campos PP                                 | Marília Pinto PSB              | 11     | Pra Roraima voltar a ser feliz PP, PSB, PT, PTB, PSC e PTC | 105.707 | 49,59%      |

## Candidatos ao Senado e resultados
Foram nove candidatos à senador em Roraima, dos quais Romero Jucá (PMDB) e Ângela Portela (PT) foram eleitos. Os candidatos Jorge Schwinden (PSOL), Lauro Barreto (PHS) e Leopoldo Junior (PCO) tiveram suas candidaturas cassadas.
| Candidato (a) ao Senado | Suplentes                                        | Número | Coligação                                                              | Votos   | Porcentagem |
| ----------------------- | ------------------------------------------------ | ------ | ---------------------------------------------------------------------- | ------- | ----------- |
| Romero Jucá PMDB        | Wirlande da Luz (PMDB) Sander Salomão (PMDB)     | 156    | União por Roraima PSDB, DEM, PMDB, PR, PPS e PTN                       | 118.481 | 27,91%      |
| Ângela Portela PT       | Nagib Lima (PT) Pablo Sergio (PT)                | 131    | Pra Roraima voltar a ser feliz PP, PSB, PT, PTB, PSC e PTC             | 110.993 | 26,15%      |
| Marluce Pinto PSDB      | Antonio Denarium (PPS) João Batista Aguiar (DEM) | 456    | União por Roraima PSDB, DEM, PMDB, PR, PPS e PTN                       | 90.938  | 21,42%      |
| Telmário Mota PDT       | Rodrigo Mansur (PSL) Fabio Almeida (PCdoB)       | 123    | Roraima Verde e Limpa PDT, PCdoB, PRB, PV, PSL, PSDC, PRTB, PMN e PRP. | 54.481  | 12,84%      |
| Hiran Gonçalves PHS     | Carlos Freire (PHS) Laerth Macellaro (PHS)       | 311    | Caminhando com Roraima PHS, PTdoB                                      | 31.578  | 7,44%       |
| Aimberê Freitas PV      | Geovan Melo (PRB) Claudio Barbosa (PV)           | 432    | Roraima Verde e Limpa PDT, PCdoB, PRB, PV, PSL, PSDC, PRTB, PMN e PRP. | 17.985  | 4,24%       |
| Jorge Schwinden PSOL    | Salvador Perrone (PSOL) Raimundo Marques (PSOL)  | 500    | Sem Coligação                                                          | 0       | 0,00%       |
| Lauro Barreto PHS       | André Luís Brandão (PHS) Jorge Dias¹ (PP)        | 313    | Caminhando com Roraima PHS, PTdoB                                      | 0       | 0,00%       |
| Leopoldo Junior PCO     | Lídia Lopes² (PCO) Celso Gouvea² (PCO)           | 299    | Sem Coligação                                                          | 0       | 0,00%       |

¹Jorge Dias foi lançado pela coligação Pra Roraima Voltar a Ser Feliz, a qual tinha entre os partidos o PHS, que posteriormente optou em lançar chapa própria.
²Lidia Lopes e Celso Gouvea foram lançados com o número 290.

## Deputados federais eleitos
Oito deputados federais foram eleitos pelo estado de Roraima.

Representação eleita
  PMDB: 2
  DEM: 1
  PRB: 1
  PR: 1
  PSDB: 1
  PP: 1
  PRP: 1

| Número | Deputados estaduais eleitos | Partido | Votação | Percentual | Cidade onde nasceu  | Unidade federativa |
| 1510   | Teresa Surita               | PMDB    | 29.804  | 13,38%     | São Manuel          | São Paulo          |
| 2525   | Paulo Quartiero             | DEM     | 19.145  | 8,60%      | Torres              | Rio Grande do Sul  |
| 1011   | Johnathan de Jesus          | PRB     | 16.550  | 7,43%      | Boa Vista           | Roraima            |
| 1515   | Édio Lopes                  | PMDB    | 15.383  | 6,91%      | Presidente Epitácio | São Paulo          |
| 2245   | Luciano Castro              | PR      | 12.170  | 5,46%      | Fortaleza           | Ceará              |
| 4500   | Berinho Bantim              | PSDB    | 10.111  | 4,54%      | Boa Vista           | Roraima            |
| 1111   | Raul Lima                   | PP      | 8.357   | 3,75%      | Boa Vista           | Roraima            |
| 4456   | Chico das Verduras          | PRP     | 5.903   | 2,65%      | Pio XII             | Maranhão           |

Obs.: A tabela acima mostra somente os candidatos eleitos.

## Deputados estaduais eleitos
Vinte e quatro deputados estaduais foram eleitos no estado de Roraima.

Representação eleita
  DEM: 3
  PR: 2
  PSDB: 2
  PSB: 2
  PRTB: 2
  PSL: 2
  PMDB: 1
  PPS: 1
  PMN: 1
  PP: 1
  PRB: 1
  PSC: 1
  PV: 1
  PDT: 1
  PTC: 1
  PSDC: 1
  PCdoB: 1

Fonteː
| Número | Deputados estaduais eleitos | Partido | Votação | Percentual | Cidade onde nasceu | Unidade federativa |
| 22789  | Mecias de Jesus             | PR      | 9.143   | 4,06%      | Graça Aranha       | Maranhão           |
| 15156  | Rodrigo Jucá                | PMDB    | 6.444   | 2,86%      | Recife             | Pernambuco         |
| 45555  | Aurelina Medeiros           | PSDB    | 5.289   | 2,35%      | Morada Nova        | Ceará              |
| 23234  | Marcelo Cabral              | PPS     | 4.595   | 2,04%      | Boa Vista          | Roraima            |
| 45188  | Chico Guerra                | PSDB    | 4.592   | 2,04%      | Boa Vista          | Roraima            |
| 22123  | Remidio da Amatur           | PR      | 4.355   | 1,93%      | Iporã              | Paraná             |
| 25456  | Celio Wanderley             | DEM     | 4.223   | 1,87%      | Boa Vista          | Roraima            |
| 25123  | Jalser Renier               | DEM     | 4.209   | 1,87%      | Boa Vista          | Roraima            |
| 33123  | Jean Lobato                 | PMN     | 3.909   | 1,73%      | Boa Vista          | Roraima            |
| 25789  | Naldo da Loteria            | DEM     | 3.847   | 1,71%      | Pesqueira          | Pernambuco         |
| 11111  | Brito Bezerra               | PP      | 3.664   | 1,63%      | Milagres           | Ceará              |
| 40123  | Ionilson Sampaio            | PSB     | 3.395   | 1,51%      | São José do Egito  | Pernambuco         |
| 10555  | Marcelo Natanael            | PRB     | 3.109   | 1,38%      | Monte Alegre       | Pará               |
| 20120  | Ângela Aguida Portella      | PSC     | 3.059   | 1,36%      | Caçador            | Santa Catarina     |
| 40456  | Gabriel Picanço             | PSB     | 3.018   | 1,34%      | Nhamundá           | Amazonas           |
| 43111  | Joaquim Ruiz                | PV      | 2.779   | 1,23%      | Manaus             | Amazonas           |
| 12111  | Chicão da Silveira          | PDT     | 2.692   | 1,19%      | Itapagipe          | Minas Gerais       |
| 28028  | Coronel Chagas              | PRTB    | 2.318   | 1,03%      | Porto Xavier       | Rio Grande do Sul  |
| 36611  | Flamarion Portela           | PTC     | 2.295   | 1,02%      | Coreaú             | Ceará              |
| 17258  | Dhiego Coelho               | PSL     | 2.192   | 0,97%      | Boa Vista          | Roraima            |
| 27123  | George Melo                 | PSDC    | 2.085   | 0,92%      | Boa Vista          | Roraima            |
| 28123  | Leonidio Netto (PRTB)       | PRTB    | 2.006   | 0,89%      | Pancas             | Espírito Santo     |
| 65190  | Soldado Sampaio             | PCdoB   | 1.719   | 0,76%      | Pedreiras          | Maranhão           |
| 17771  | Jânio Xingu                 | PSL     | 1.666   | 0,74%      | São Félix do Xingu | Pará               |

Obs.: A tabela acima mostra somente os candidatos eleitos.